# Sciamanesimo coreano

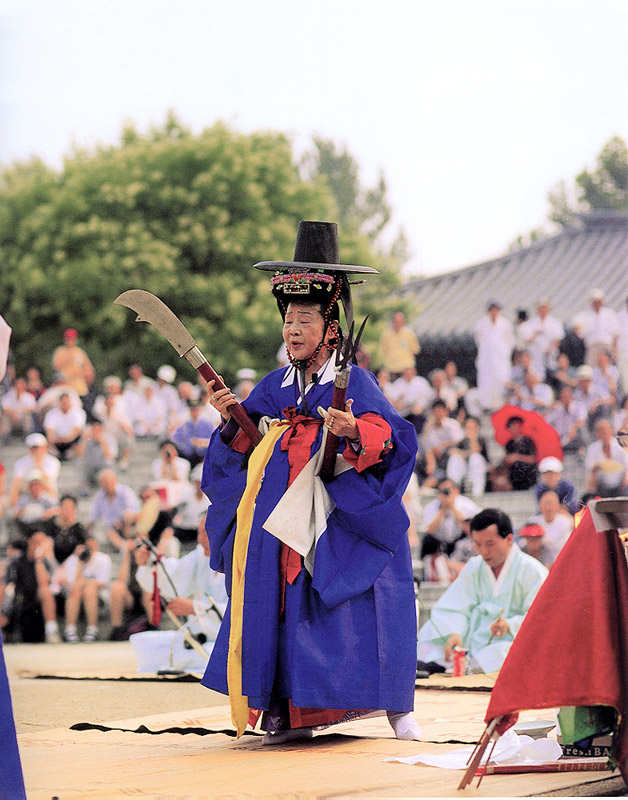
Sciamana mentre esegue un rituale.

Lo sciamanesimo coreano è la religione più antica della Corea e fu la religione dei regni coreani fino all'arrivo del Buddhismo (circa 700 d.C.).

## Teologia
È formato da un pantheon disorganizzato di un milione tra dei, spiriti e fantasmi. Nello sciamanesimo, ogni elemento ha il suo spirito e i trimestri del cielo sono regolati da vari dei, tra cui gli dei degli alberi, gli dei della montagna, gli dei delle grotte sacre e gli spiriti della terra. C'è la credenza che fantasmi, spiriti e geni (spiriti protettori e guardiani) possano influenzare la sorte di ogni essere umano.

## Storia
Lo sciamanesimo è considerato la religione più antica di tutta la penisola coreana, e sembra avere origini culturali asiatiche nord-orientali. Ha ricevuto influenze di altre religioni come il buddhismo, visibili in alcuni miti che parlano delle origini della religione. 
Nello sciamanesimo si crede in un mondo spirituale molto simile a quello umano, dove entità di diversa moralità possono arrivare ad influenzare il mondo umano. Inoltre, lo sciamanesimo è influenzato dall'animismo e dalla geomanzia, in quanto vi si crede che ogni parte della natura possieda spiriti propri: ciò fa sì che anche la collocazione di case, città e altro venga fatta in maniera particolarmente precisa ed attenta per poter beneficiare al meglio delle forze spirituali della natura.
Coloro che possono attraversare il confine tra il mondo spirituale e quello umano sono proprio gli sciamani, che sembrerebbe abbiano avuto un'importanza notevole nella società nell'antica Corea, dal momento che nel regno di Silla sono stati ritrovati vari ornamenti di origine sciamanica, come gioielli e corone.
A partire dall'ascesa del confucianesimo e del buddhismo nella dinastia Goryeo (918-1392), l'influenza dello sciamanesimo sul governo e sulle questioni di stato diminuì. Anche se alcune regine mantennero i propri sciamani e l'assistenza dello sciamanesimo venne utilizzata in casi di particolare necessità, durante la dinastia Joseon (a partire dal XIV secolo) vennero messe in atto misure per escludere gli sciamani dalla corte reale. Tutti gli sciamani dovevano essere registrati e un ufficiale del governo aveva come incarico la supervisione delle attività religiose sciamaniche. Tutto ciò avvenne in seguito all'adozione del neo-confucianesimo e di una disapprovazione delle classi aristocratiche verso le danze, ritenute indecorose, e la mescolanza dei sessi durante i rituali.
Lo sciamanesimo ha continuato a mantenere una forte influenza nella vita quotidiana, specialmente nelle popolazioni rurali, le quali erano aperte anche all'accettazione di una qualsiasi altra religione: da quelle tradizionali della divinazione degli antenati al buddhismo sostenuto dallo stato.

## Ministri di culto
La maggior parte degli sciamani sono donne. Le sciamane femminili si chiamano Mudang, curano le malattie e praticano l'esorcismo contro gli spiriti maligni, comunicano con i morti e guidano gli spiriti dei defunti nell'aldilà. Di solito si diventa sciamani a malincuore, ovvero quando si scopre di avere poteri o facoltà fuori dal comune e che indicano il fatto di poter entrare in contatto con gli spiriti.
Ci sono due tipi di sciamane Mudang: le Seseummu, che ereditano il potere sciamanico da un altro sciamano, e le Kangshnimu, che ricevono il potere sciamanico attraverso una cerimonia.
La passione che i coreani hanno per il canto e la danza associati all'alcol derivano probabilmente dal sinbyŏng (신병?), una sorta di esaltazione spirituale o estasi mistica tipica dei riti sciamanici. Durante questi riti, infatti, dopo aver invocato lo spirito, la sciamana manifesta uno stato di trance seguito da un improvviso e radicale cambiamento di personalità, associato quindi spesso alla possessione da parte dello spirito. Il modo in cui si raggiunge questa esaltazione attraverso balli e canti è comune anche ad altre culture, come quella africana che utilizza il suono sempre più incalzante dei tamburi per entrare in contatto con gli dèi.

## Abbigliamento
Una caratteristica dei costumi delle sciamane è la ricchezza dei colori: nella provincia di Hwanghae, in Corea del Nord, si trovano i costumi più colorati di tutta la nazione. Nella provincia di Jeolla, invece, vengono indossati vestiti più semplici che fanno parte del vestito tradizionale coreano, come il jeogori, la giacca, e la chima, la gonna. Le sciamane generalmente cambiano costume più volte a seconda delle divinità che appaiono durante i rituali, chiamati kut: per ricevere e impersonare una divinità maschile, devono indossare il kugunbok, ovvero un'uniforme di un soldato dell'era Joseon di colore nero e con le maniche strette e di colore rosso. Un'altra uniforme utilizzata spesso è il cheonbok, ovvero un soprabito blu senza maniche con ampi spacchi ai lati e sulla schiena. Durante il rito di adorazione della divinità viene indossato un altro capo, chiamato changbusin, un soprabito verde con le maniche dai colori dell'arcobaleno. Sulla testa viene portato di solito il peonggeoji, un cappello di seta a fantasia con una fodera color indaco brillante.

## Arte sciamanica
Le pitture sciamaniche, che avevano lo scopo di catturare e raccontare l'esperienza kut, erano create su materiali come seta, carta e cotone. Sono opere primitive senza prospettiva; il loro tema può anche essere alquanto limitato, solitamente rappresentato da una serie di Dei che appaiono con grande frequenza. Il Dio della Montagna Sansin è uno dei più raffigurati, ed è spesso presentato come un vecchio signore con una lunga barba bianca, seduto normalmente sotto un pino e accompagnato dal suo messaggero la tigre. Altri dei popolari comprendono Yongwang, il Dio Drago, e Haenim e Dalnim, rispettivamente gli spiriti del sole e della luna. Alcuni dei hanno origine buddhista come il Sambuljeseok o i Tre Buddha, che appaiono sui ventagli di carta usati dagli sciamani nei rituali, durante i quali queste opere venivano appese alle pareti o posizionate in alcuni supporti se il rituale avveniva all'esterno. I colori più utilizzati nelle opere sono bianco, blu e giallo.
Le opere inoltre contenevano spesso elementi del buddhismo, perché le pitture erano spesso commissionate a monaci buddisti. Così le scene potevano contenere sia figure di Buddha che figure sciamaniche come Chilseong, lo Spirito delle Sette Stelle, e costellazioni di particolare importanza per lo sciamanesimo come l'Orsa Maggiore, così come la stella polare e i nove pianeti. In queste pitture a stile misto, il colore rosso era molto più utilizzato rispetto alle opere principalmente sciamaniche.

## Diffusione
Sia nella Corea del Nord che in quella del sud le pratiche sciamaniche e animiste rimangono diffuse in epoca moderna nei villaggi di pescatori e nelle zone rurali. L'emigrazione verso le grandi città della popolazione animista delle campagne contribuisce alla diffusione di sciamanesimo e animismo nell'ambito urbano. I riti sciamanici variano da regione a regione. L'isola di Jeju è considerata l'isola dello sciamanesimo, visto che qui è molto praticato da sciamani e da seguaci di animismo e sciamanesimo, ed esiste un'organizzazione formata in maggior parte da donne che comprende 100.000 membri.

### Rapporti con le autorità e la società
Lo sciamanesimo è vittima di discriminazioni, per lo più sociali, visto che gli sciamani sono di stato sociale povero e basso e fanno parte della Chommin, la classe povera della società coreana. I riti vengono mal visti e scoraggiati dal governo coreano che li considera superstizioni, e la loro presenza nella cultura coreana viene minimizzata.

### Rapporti con altre religioni
Lo sciamanesimo coreano somiglia molto allo sciamanesimo praticato in Mongolia, Siberia e Manciuria.
Si è formato un sincretismo tra il buddhismo e lo sciamanesimo; infatti capita che monaci buddhisti pratichino lo sciamanesimo o lo venerino, anzi lo sciamanesimo coreano è stato pure associato al Buddhismo coreano ma la maggior parte dei Buddhisti coreani resta fuori dall'animismo.